# Abu Abdallah VI
Vous pouvez aider à l'améliorer ou bien discuter des problèmes sur sa page de discussion.
- Certaines informations devraient être mieux reliées aux sources mentionnées dans la bibliographie ou les liens externes. Améliorez sa vérifiabilité en les associant par des références. (Marqué depuis février 2025)
- Les conventions bibliographiques ne sont pas respectées. La bibliographie et les liens externes sont à corriger. (Marqué depuis février 2025)
- Il n’est pas rédigé dans un style encyclopédique. (Marqué depuis février 2025)
- La traduction doit être revue. Le contenu est difficilement compréhensible à cause d’erreurs de traduction, peut-être dues à l’utilisation d’un logiciel de traduction automatique. (Marqué depuis février 2025)

Abu Abdullah VI Muhammad était le vingt-sixième souverain de Tlemcen de la dynastie des Zianides (1540, mai-décembre 1543).

## Biographie
L'émir de Tlemcen, Abu Muḥammad II, décède en 1540 et laisse deux enfants, Abu Abdallah Muhammad et Abû Zayyan Ahmad . L'aîné d'entre eux fut déclaré émir sous le nom d'Abu Abdallah VI, mais il ne fut pas soutenu par les partisans du sultan ottoman - les marabouts et divers cheikhs renversèrent Abu Abdallah en peu de temps et le remplaçèrent par Abû Zayyan III. L'émir déposé s'enfuit à Oran, où il fut accueilli par le gouverneur espagnol, Martin Alonso Fernández de Córdoba Montemayor y Velasco, comte d'Alcaudete, qui lui promit de le rétablir sur le trône en échange du renouvellement de sa vassalité envers l'Espagne.
L'empereur Charles Quint donna son consentement à l'opération de restauration d'Abu Abdallah. Mille soldats de garnison et 400 Arabes furent envoyés à Tlemcen sous le commandement d'Alphonse de Martinez (janvier 1543) ; Abu Abdallah VI a assuré aux Espagnols que beaucoup le rejoindraient en chemin, mais cela n'a pas eu lieu. La faible armée d'Abu Abdallah faisait face à une armée de Tlemcen dix fois plus nombreuse. Dans la bataille qui s'ensuivit, tous les Espagnols furent tués, les quelques uns qui réussirent à s'échapper rapportèrent la nouvelle de la défaite à Oran (janvier 1543). Lorsque Charles Quint apprit la défaite, il décida d'envoyer une autre armée, qui partit immédiatement et arriva à Oran deux jours plus tard. Le 27 janvier, Córdoba lui-même quitte la ville à la tête de 14 000 soldats et 500 cavaliers. Il traversa la rivière Isser et s'approcha de Tlemcen. Au cours de la bataille de trois heures qui suivit, les Espagnols vainquirent l'ennemi et conservèrent le champ de bataille jonché de cadavres. Abû Zayyan III s'enfuit de la ville et se retira dans le désert d'Angad. Les Espagnols promirent de respecter la vie et les biens des habitants et purent entrer dans Tlemcen, mais les soldats désobéirent aux ordres de leurs commandants et commettèrent des vols et des meurtres. Abu Abdallah VI a été rétabli sur le trône. Après 40 jours de repos, les troupes espagnoles se lancèrent contre Abû Zayyan III, qu'elles trouvèrent près de Moulouya et finalement vainquirent, bien que le prince ait pu s'échapper.
Abû Zayyan III devint l'étendard de la lutte contre son frère, marionnette des Espagnols. Cela lui a permis de rassembler rapidement des milliers de nouveaux partisans dans les provinces de l’Ouest. Bientôt il s'avança vers Tlemcen avec une armée et assiégea la ville, mais Abu Abdallah VI, à la tête de l'armée, fit une sortie et vainquit l'armée de son frère. Il poursuivit même Abû Zayyan, mais lorsqu'il revint à la ville, les portes étaient fermées (décembre 1543). Durant son absence, la noblesse organisa un coup d'État, et Abu Abdallah VI, resté sans partisans, fut contraint de partir pour Oran, et Abû Zayyan III fut invité à Tlemcen et couronné (janvier 1544).
La date de la mort d'Abu Abdullah est inconnue.

## Crédit d'auteurs
- (ru) Cet article est partiellement ou en totalité issu de l’article de Wikipédia en russe intitulé « Абу Абдалла VI » (voir la liste des auteurs).